# Todiramphus sanctus
El alción sagrado (Todiramphus sanctus) es una especie de ave coraciforme de la familia Halcyonidae que habíta en Oceanía y el Sudeste Asiático.

## Range and hábitat

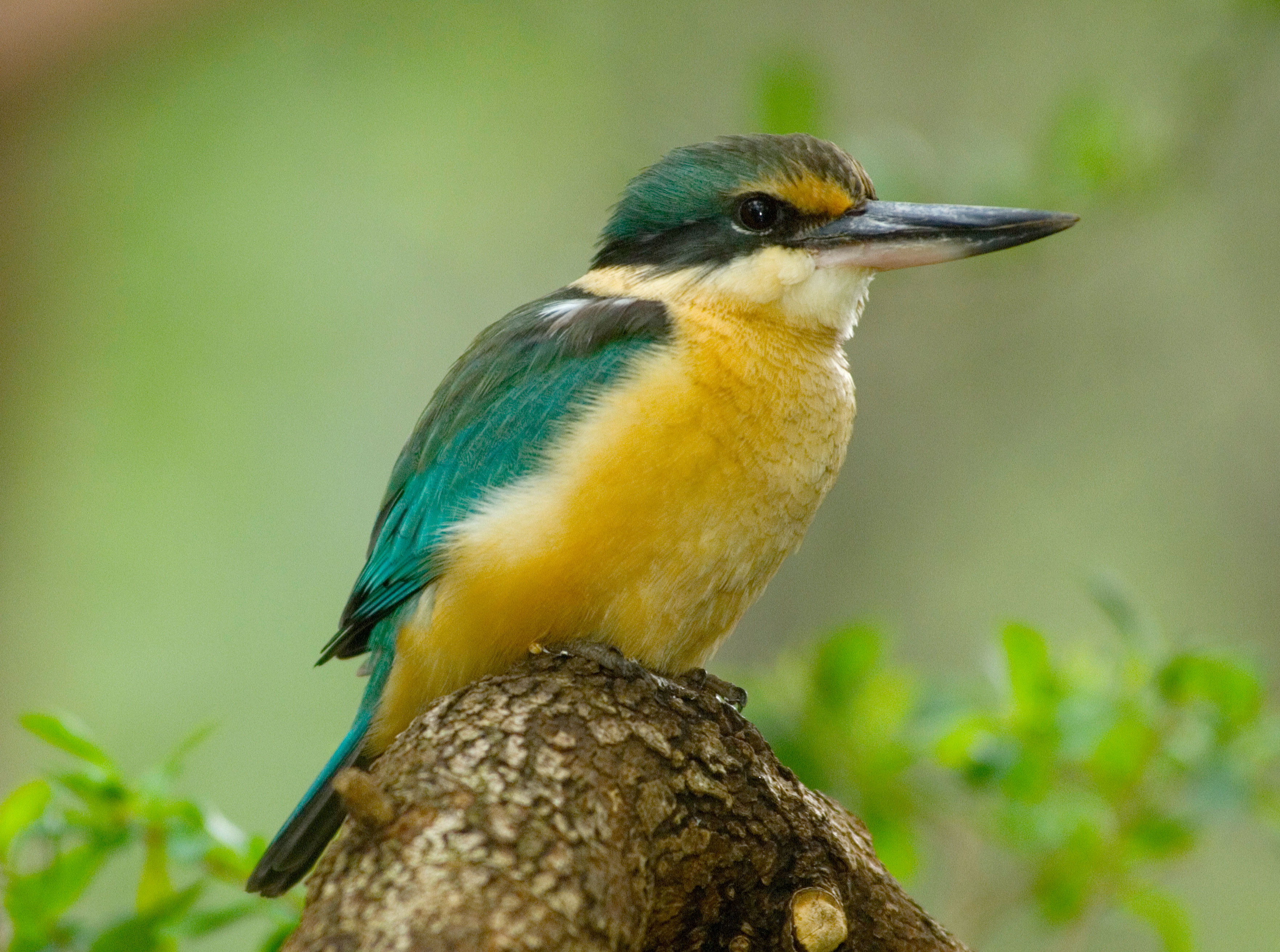
Ejemplar en Australia.

El alción sagrado se encuentra en Australia, Nueva Zelanda, Nueva Guinea, las islas de la Sonda, la mayor parte de la Melanesia septentrional y occidental, la isla Lord Howe, la isla Norfolk y las islas Kermadec. Esta especie cría en la mayor parte de Australia (excepto en el árido interior), Nueva Zelanda, Nueva Caledonia y localmente en Nueva Guinea. Las poblaciones del tercio norte de Australia son sedentarias, mientras que el resto migra hacia en norte al final de la estación de cría hacia Melanesia e Indonesia, llegando incluso hasta Sumatra. Estas aves se deplazan de nuevo hacia Australia entre agosto y septiembre. Se han registrado individuos divagantes en la isla de Navidad (en el índico), la península malaya, las islas Marshall, los Estados Federados de Micronesia y Nauru. En Nueva Zelanda T. sanctus vagans muestra migraciones altitudinales, con desplazanientos tras la época de cría de zonas altas hacia la costa y también del bosque a zonas costeras abiertas.
Se encuentra en los manglares, bosques, arboledas y valles fluviales. En Australia se encuentra principalmente en los bosques de eucaliptus y bosques de melaleuca.

## Descripción

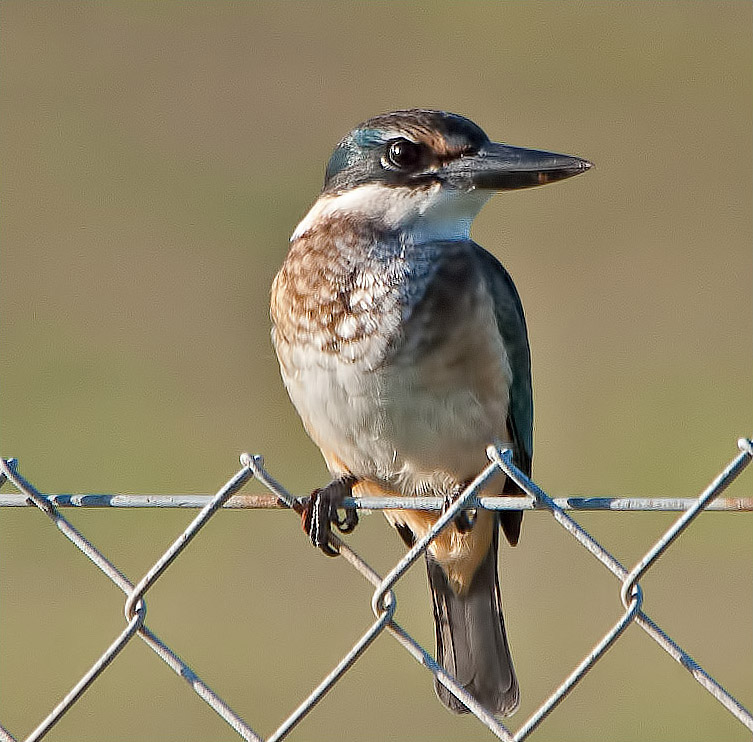
Ejemplar juvenil con los bordes de las plumas del pecho castaños.

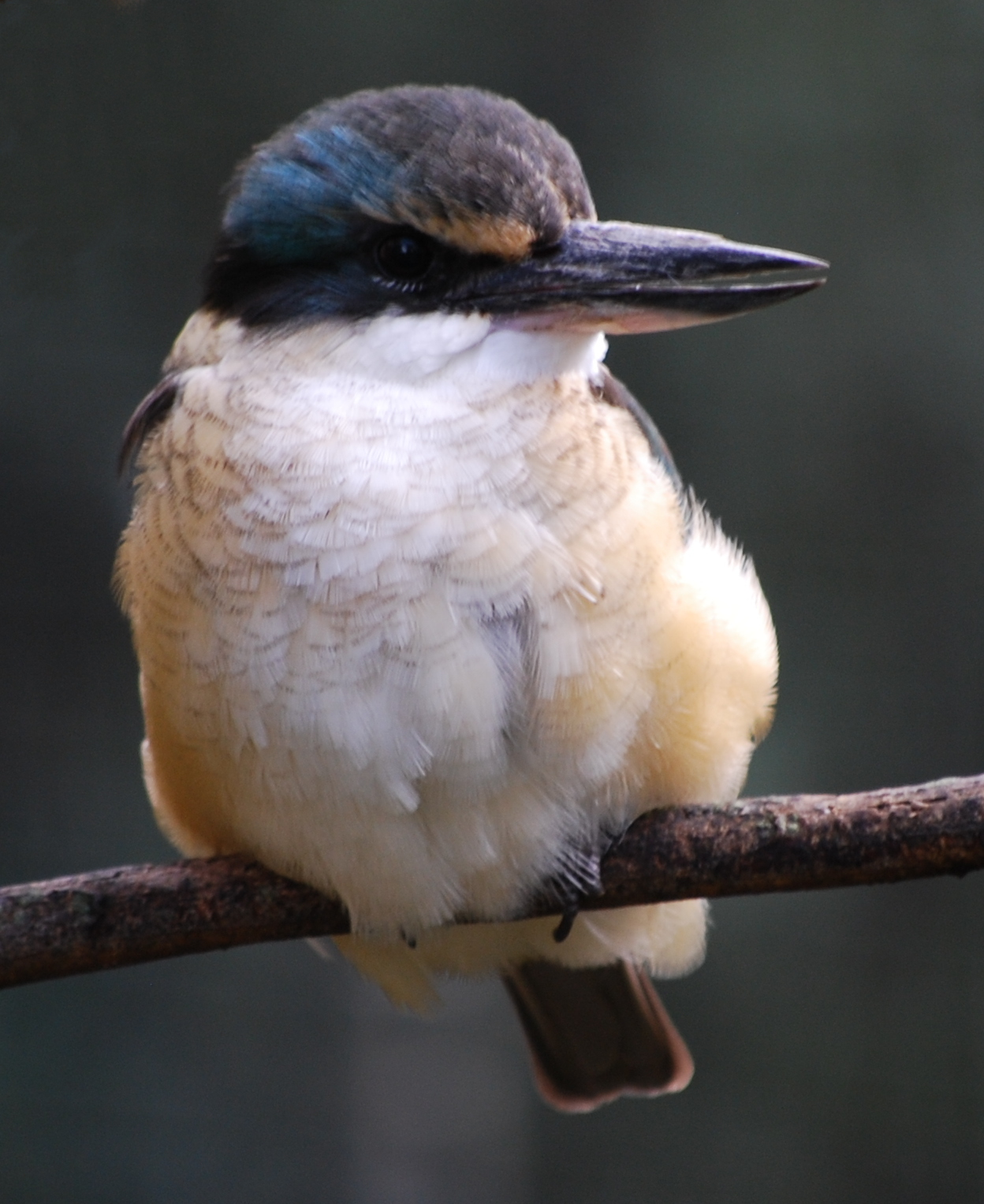
Alción sagrado en el sur de Australia.

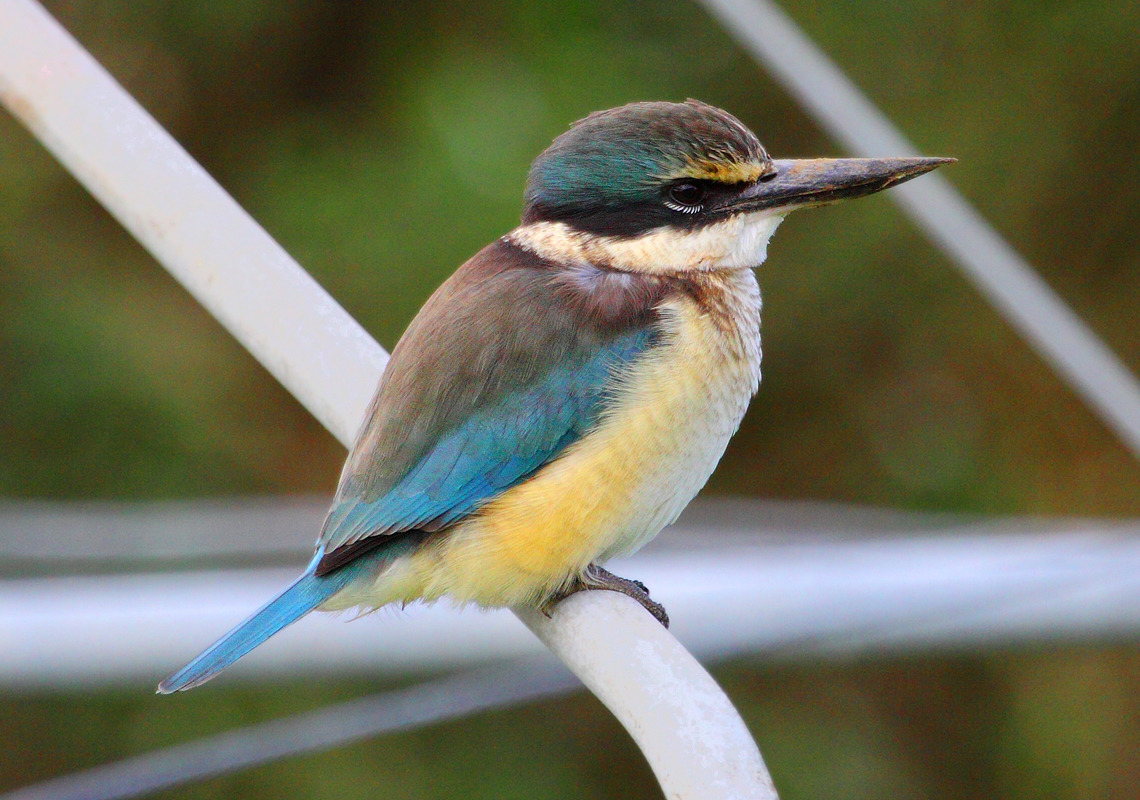
Alción sagrado en Nueva Zelanda.

El alción sagrado es un alción de tamaño medio, mide entre 19-23 cm de largo. El plumaje de sus partes superiores es principalmente de tonos turquesa y las de las partes inferiores y el cuello son de colores blanco, con los costados amarillentos o anteados. Tienen una mancha clara frente a los ojos. Ambos sexos tienen un aspecto similar, aunque las hembras generalmente son de tonos más apagados. Los juveniles tiene los bordes de las plumas del cuello y las partes inferiores castaños.

## Comportamiento

### Alimentación
El alción sagrado se alimenta de insectos, pequeños crustáceos, peces, pequeños roedores y reptiles, y existen algunos registros de que pueden comer también pequeños pájaros. Generalmente el ave se posa en una rama baja y espera al acecho que pasen sus presas por debajo. Entonces se lanza a atraparlas y regresa a su posadero para comerlo.

### Reproducción
Una vez que la pareja se aparea ambos miembros de la pareja se encargan de cabar la madriguera para anidar, generalmente un talud fluvial arenoso, o bien en una gran rama hueca. La hembra pone unos cinco huevos. Ambos progenitores incuban los huevos y cuidan de los polluelos.